# Valentina Cortese
Valentina Cortese   (Milà, 1 de gener de 1923 - Milà, 10 de juliol de 2019) va ser una actriu italiana.

## Biografia
Originària de Stresa, junt amb Alida Valli i Anna Magnani fou una de les actrius principals del cinema italià dels anys quaranta. La seva primera pel·lícula es titula L'orizzonte dipinto (1940); el seu primer paper important fou el de Lisabetta en la pel·lícula La cena delle beffe (1942) d'Alessandro Blasetti.

## Cinema i teatre
Després de pel·lícules com La regina di Navarra (1942), Orizzonte di sangue (1943) i Quartetto pazzo (1945), es converteix en una gran estrella i participa en pel·lícules com I miserabili (1948) en la qual apareix un jove Marcello Mastroianni. Junts també treballaran a Lulù (1953).
El 1948 va ser contractada per la 20th Century Fox. Treballa amb James Stewart i Spencer Tracy a Malaya (1949), i fou dirigida per Jules Dassin a Thieves' Highway (1949). Treballà en la pel·lícula La comtessa descalça (1954) al costat d'Ava Gardner, Humphrey Bogart i Rossano Brazzi, a Itàlia amb Michelangelo Antonioni a Le amiche (1955), una pel·lícula amb la qual va guanyar el Nastro d'argento com a millor actriu secundària, i a Espanya amb Luis García Berlanga a Calabuch (1957).
El 1958 es retira temporalment de l'escena després d'un matrimoni desafortunat amb Richard Basehart, amb qui s'havia casat el 24 de març de 1951, i del qual es divorcia el 1960. D'aquesta unió en neix Jackie, també actor. En una entrevista realitzada per Pino Strabioli al programa Colpo di scena va confessar que recordava l'experiència americana com a interessant, en haver pogut treballar amb grans actors i directors a qui admirava en la pantalla, però sens dubte no emocionant tenint en compte el seu desig de tornar a Itàlia. L'únic remordiment que tenia és haver hagut de renunciar, a causa de l'embaràs, a la proposta realitzada directament per Charlie Chaplin d'interpretar un paper a la seva pel·lícula Limelight.

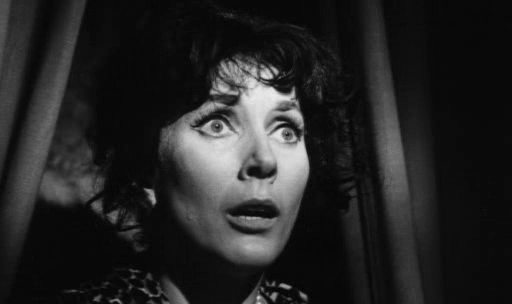
Valentina Cortese en una escena de la pel·lícula La noia que sabia més del compte de Mario Bava (1963)

Torna a l'escena amb la pel·lícula Barrabàs (1961) dirigida per Richard Fleischer i protagonitzada per Anthony Quinn, Silvana Mangano, Vittorio Gassman i Ernest Borgnine. Treballà sota la direcció de Federico Fellini a Giulietta dels esperits (1964) i a duo amb Ingrid Bergman (la seva estimada amiga) a The Visit (1964). Als Estats Units participa en la pel·lícula La llegenda de Lylah Clare (1968) amb Kim Novak i Peter Finch.
Després d'algunes participacions televisives (I Buddenbrook, on fou dirigida per Edmo Fenoglio), la trobada amb Giorgio Strehler i el teatre demostren les seves qualitats com a actriu dramàtica; el 1973 treballa amb François Truffaut a La nit americana (guardonada amb l'Oscar a la millor pel·lícula de parla no anglesa) amb la qual obté a més la nominació a l'Oscar a la millor actriu secundària. La guanyadora d'aquell any, Ingrid Bergman, en l'acte de lliurament de premis, es va disculpar públicament amb la seva amiga Cortese, afirmant que segons la seva opinió, l'actriu italiana era digna d'això.
Inoblidable és la seva col·laboració amb Franco Zeffirelli a la pel·lícula Fratello sole, sorella luna (1971), la sèrie de televisió Jesus of Nazareth (1976), en el paper d'Heròdies, i a Storia di una capinera (1993). Tot i la intensa activitat teatral i papers de prestigi en coproduccions internacionals (a més dels títols abans esmentats, cal recordar The Assassination of Trotsky del 1972), a Itàlia participa en nombroses pel·lícules, comèdies, thrillers i pel·lícules de terror que ella considerava insignificants. La seva última pel·lícula nord-americana data del 1980, When Time Ran Out, on treballa amb William Holden, Jacqueline Bisset i Paul Newman.
El 1987 participa en el film de Carlo Vanzina Via Montenapoleone traçant amb la intensitat habitual una mare de la classe mitjana alta que no pot acceptar l'homosexualitat del seu fill. El 1988 és protagonista del film Les aventures del baró Munchausen de Terry Gilliam en la qual interpreta el doble paper d'Ariadne, la reina de la Lluna / Violetana al costat de Robin Williams (als crèdits, Ray D. Tutto): el rei de la Lluna. L'any 2000 duu a l'escena el Magnificat d'Alda Merini dirigida per Fabio Battistini. L'1 d'abril del 2012 fou convidada per Fabio Fazio al programa de televisió Che tempo che fa per presentar la seva autobiografia Quanti sono i domani passati a cura d'Enrico Rotelli i editada per Mondadori.

## Vida privada
Va tenir diverses relacions sentimentals importants, entre elles amb el director d'orquestra Victor de Sabata i amb el director Giorgio Strehler. Va tenir un fill, Jackie Basehart, fruit del matrimoni amb l'actor Richard Basehart, amb qui es va casar el 1951 i de qui se'n va divorciar el 1960. Mai no es va tornar a casar. Molts detalls de la seva vida mundana els explica al seu llibre autobiogràfic Quanti sono i domani passati.

## Filmografia seleccionada
- La regina di Navarra (1942)
- Una signora dell'Ovest (1942)
- I dieci comandamenti (1945) (segment "Non nominare il nome di Dio invano")
- Il Passatore (1947)
- Thieves' Highway (1949)
- Malaya (1949)
- The Glass Mountain (1949)
- Shadow of the Eagle (1950)
- Donne senza nome (1950)
- The House on Telegraph Hill (1951) (en aquesta pel·lícula treballa amb Richard Basehart, amb qui es casarà eixe mateix any)
- La rivale dell'imperatrice (1951)
- Secret People (1952)
- La passeggiata (1953)
- Donne proibite (1954)
- La comtessa descalça (1954) com a Eleanora Torlato-Favrini
- Square of Violence (1961)
- Barrabàs (1961)
- La noia que sabia més del compte (1963)
- Giulietta dels esperits (1965)
- El sol negre (1966)
- La llegenda de Lylah Clare (1968)
- El secret de Santa Vittoria (1969)
- Els capricis de Maria (1970)
- Le Bateau sur l'herbe (1971)
- L'iguana dalla lingua di fuoco (1971)
- Fratello sole, sorella luna (1972)
- The Assassination of Trotsky (1972)
- La nit americana (1973)
- La città sconvolta: caccia spietata ai rapitori (1975)
- Jesus of Nazareth (1977)
- When Time Ran Out (1980)
- Les aventures del baró Munchausen (1988)
- El jove Toscanini (1988) - no surt als crèdits
- Storia di una capinera (1993)